# 大阪産業信用金庫
大阪産業信用金庫（おおさかさんぎょうしんようきんこ）は、かつて存在した信用金庫。大阪市西区に本店を置いていた。
1997年（平成9年）11月4日、八光信用金庫と対等合併して、八光信用金庫（現： 大阪シティ信用金庫）となり、消滅した。
合併時の店舗数は大阪市内に10店舗、預金量は627億35百万円（1997年3月）、統一金融機関コードは1634であった。なお、旧本店の建物（大阪市西区立売堀1-2-14）は、現在、大阪シティ信用金庫の本町支店となっている。

## 沿革
- 1923年（大正12年）3月27日 保証責任大阪府産業信用組合として設立
- 1943年（昭和18年）4月28日 市街地信用組合法による信用組合に改組し、大阪産業信用組合に改称
- 1950年（昭和25年）4月1日 中小企業等協同組合法による信用組合に改組
- 1951年（昭和26年）10月20日 信用金庫法による大阪産業信用金庫に改組
- 1997年（平成9年）11月4日 八光信用金庫（1948年10月8日設立）と対等合併（名称は八光信用金庫）